# Glacis (landvorm)
In de geomorfologie is een glacis een flauw stijgende helling, die voorafgaat aan veel bergruggen.
Het is het met grind bedekte deel van de voet van de berg en bestaat voornamelijk uit grove losse sedimenten, die steeds fijner worden naarmate de afstand tot de rand van de bergrug toeneemt.
Bergafwaarts gaat het glacis over in een gebied dat niet is bedekt met losse sedimenten. Glacis komen vooral veel voor in droge klimaten (aride en semi-aride).